# Glo (företag)
Globacom Limited, allmänt känt som glo, är ett nigerianskt multinationellt telekommunikationsföretag som grundades den 29 augusti 2003 av Mike Adenuga. Juni 2018 har företaget anställt mer än 3 500 personer över hela världen.
GLO har över 45 miljoner abonnenter (december 2018), vilket gör det till den näst största nätoperatören i Nigeria.